# Ohrid repülőtér
Az Ohrid repülőtér (IATA: OHD, ICAO: LWOH) (macedón nyelven:Аеродром Охрид, Aerodrom Ohrid), más néven Ohrid "Szent Pál apostol" repülőtér (macedón nyelven: Аеродром „Св. Апостол Павле“ Охрид, Aerodrom "Sv. Apostol Pavle" Ohrid), egy repülőtér Ohridban (Észak-Macedónia). A repülőtér Ohrid város központjától 9 km-re északnyugatra található. A Szent Pál apostol repülőtér mint másodlagos repülőtér szolgálja ki a repülési igényeket, a szkopjei Nagy Sándor nemzetközi repülőtér elsődleges szerepe mellett. Fő feladata a turistaforgalom segítése Ohrid városába.

## Története
A repülőtér kifutópályájának utolsó rekonstrukciója 2004-ben volt, amikor új világítási rendszert, első kategóriás megközelítési fényeket helyeztek üzembe. Egyéb berendezések segítik különböző típusú repülőgépek fel- és leszállását és manőverezését.
2008-ban a macedón kormány szerződést kötött a török Tepe Akfen Ventures (TAV) céggel, melyben húszéves koncessziót adott a cégnek Macedónia két létező repülőtere, az ohridi és a szkopjei kezelésére. 
Tervezik új szkopjei utasterminál építését, és a kifutópálya bővítését. A koncesszió egy harmadik repülőtér építését is tartalmazza a kelet-Macedón Štip város közelében, ami teherfuvarozásra szolgálna.
A Tepe Akfen Ventures Airport Holding egyike a világon leggyorsabban fejlődő, repülőtereket üzemeltető társaságoknak, hozzá tartozik az isztambuli Atatürk nemzetközi repülőtér, az ankarai Esenboğa nemzetközi repülőtér, az Adnan Menderes repülőtér (Izmir),  Antalya  repülőtere, továbbá a Tbiliszi nemzetközi repülőtér (Grúzia), és a Monastir repülőtér Tunéziában.

## Létesítmények
Az Ohron repülőtér a kis repülőgépektől kezdve a közepesen nagy gépekig képes kiszolgálni az igényeket. Egyszerre kilenc repülőgép tartózkodhat a földön, az utasterminál pedig évi 400.000 utast képes kiszolgálni.

## Elhelyezkedése
Szinte közvetlenül az Ohridi-tó északi partján helyezkedik el, attól 400 m-re kezdődik a kifutópálya déli vége.

## Forgalom
Az utasforgalom az elmúlt években az alábbi módon változott:
| Utasok száma | 132 844 | 48 022 | 104 229 | 65 941 | 32 309 | 45 515 | 78 246 | 99 764 | 181 812 | 232 232 |
|              | 1987    | 1993   | 1996    | 2000   | 2004   | 2007   | 2011   | 2015   | 2018    | 2022    |

## Megközelítése
Az Ohrin repülőtér közvetlen buszjárattal rendelkezik Ohrin kikötőjétől kiindulva. A buszok heti két alkalommal közlekednek (szerdán és vasárnap), a Wizzair menetrendjéhez igazodva, ami ekkor szállít utasokat  Bázelből és London-Luton-ból.
- Ohrinból az E65 autópályán közelíthető meg (a várostól északnyugati irányban nagyjából 10 km-re).
- Strugától kelet felé indulva az E852/M-4, és E61 autópályán 6 km, majd észak felé fordulva az E65/M-4 autópályán kell 3 km-t haladni.
- Bitola felől az E65 autópályán nyugati irányba kell haladni (legalább 50 km).

## Események és balesetek
- 1993. november 20-án az  Avioimpex 110-es járata, egy Yak 42D a földbe csapódott a repülőgép közelében.[6] A repülőgép Genfből (Svájc) Szkopjébe tartott, de az ottani rossz idő miatt átirányították Ohrinba.[7] A nyolctagú személyzet és a 116 utas meghalt a balesetben.[8] Közülük egyetlen utas került kórházba, de tizenegy nappal később ő is belehalt a sérüléseibe.[9]